# Valea Dragului
Valea Dragului là một xã thuộc hạt Giurgiu, România. Dân số thời điểm năm 2002 là 3264 người.